# Bonifacio I (vescovo di Asti)
Bonifacio I (Asti, ... – 1210/1212 circa) è stato un vescovo cattolico italiano.
È stato vescovo di Asti  tra il 1198 ed il 1206 ed abate di san Giusto di Susa dal 3 novembre 1200, venne deposto dall'incarico episcopale da papa Innocenzo III il 26 gennaio 1206 ritirandosi presso il monastero di San Filippo e Jacopo dei Vallombrosani di Asti.

## Biografia
Bonifacio astigiano, apparteneva alla regola di San Benedetto ed era stato abate dell'abbazia dei Santi Apostoli in Asti nel rione Santa Caterina.
Nel 1198, Innocenzo III consacrò Bonifacio vescovo di Asti.
Il 3 novembre 1200, Bonifacio venne anche eletto abate di San Giusto di Susa.
Due documenti del Codex Astensis, rivelano l'investitura del vescovo Bonifacio già nei primi mesi del 1198. Sono due atti di cessione del 26 maggio e 20 giugno di alcuni territori al comune di Asti.
Questi due atti di donazione furono premonitori della condotta politica del vescovo astigiano orientata nella cessione o nella vendita di molte proprietà della diocesi al Comune o a signori locali.
Dai documenti pervenuti, si vede che il 24 ottobre 1198, il vescovo rinnovò l'investitura del castello, la villa e le dipendenze di Cervere e Sarmatorio ai fratelli Sismondo e Sinfredo; l'8 novembre 1200, Bonifacio cedette le dipendenze ai signori di Bene in cambio di un censo annuo; nello stesso anno in occasione della sua elezione ad abate, fece larghe concessioni ai canonici di Oulx e nel 1205 cedette alcuni territori di Sant'Albano, alla certosa di Cassotto.
Il vescovo Aiazza compilando il catalogo dei vescovi di Asti nel 1605, scrisse che nel 1201 Bonifacio cedette la chiesa di Valfenera al capitolo della Cattedrale di Asti.
La politica di Bonifacio indispettì il pontefice, che con bolla del 29 gennaio 1206 ordinò ai suoi delegati (il vescovo di Vercelli, l'abate di Tiglieto e il prete Alberto) di comunicargli la destituzione dall'incarico.
A Bonifacio il papa assegnò una pensione annua di sei lire astesi.
La diocesi di Asti rimase per alcuni anni vacante, retta dall'amministratore apostolico Rebuffo.
La data della morte è incerta. Il Bima lo dichiara deceduto nel 1206, al contrario del Gams che formula l'ipotesi della data intorno al 1210. Il Gabiani, afferma che esistono due documenti datati 1210 e 26 marzo 1212 che lo riguardano.
Il Savio prolunga fino al 1219 la vita di Bonifacio, considerandolo il Bonifacius episcopus, che compare quale testimone in un atto di donazione del marchese Ottone del Carretto alla certosa di Cassotto il 7 agosto.